# Liste der Monuments historiques in Chassigny
Die Liste der Monuments historiques in Chassigny führt die Monuments historiques in der französischen Gemeinde Chassigny auf.

## Liste der Immobilien
| Bezeichnung                         | Beschreibung                                                                    | Standort                  | Kennzeichnung | Schutzstatus | Datum | Bild           |
| ----------------------------------- | ------------------------------------------------------------------------------- | ------------------------- | ------------- | ------------ | ----- | -------------- |
| Kirche Notre-Dame-en-son-Assomption | aus dem 12. Jahrhundert                                                         | Rue de l’Église (Lage)    | PA00078998    | Classé       | 1941  | weitere Bilder |
| Tor                                 | Schmiedeeisen, 18. Jahrhundert; ehemalige Chorschranke aus dem Kloster Morimond | 1 place du Prieuré (Lage) | PA00079000    | Inscrit      | 1987  |                |

## Liste der Objekte
| Bezeichnung                                 | Beschreibung                                                                                             | Standort                                          | Kennzeichnung | Schutzstatus | Datum | Bild |
| ------------------------------------------- | --- | ------------------------------------------------- | ------------- | ------------ | ----- | ---- |
| Prozessionskreuz                            | Metall, vergoldet, zweite Hälfte des 19. Jahrhunderts                                                    | in der Kirche Notre-Dame-en-son-Assomption (Lage) | PM52001710    | Inscrit      | 1975  |      |
| Hauptaltar                                  | Retabel mit Verkündigungsrelief und fünf Skulpturen; Holz, farbig gefasst und vergoldet, 18. Jahrhundert | in der Kirche Notre-Dame-en-son-Assomption (Lage) | PM52000241    | Classé       | 1971  |      |
| Gemälde La Vierge aux Donateurs             | Ölfarbe auf Leinwand, um 1900 von Victor Joseph Roux-Champion; Kopie nach Anthonis van Dyck              | in der Kirche Notre-Dame-en-son-Assomption (Lage) | PM52001704    | Inscrit      | 1975  |      |
| Prozessionsfahne mit einem heiligen Bischof | Seide, bestickt, zweite Hälfte des 19. Jahrhunderts                                                      | in der Kirche Notre-Dame-en-son-Assomption (Lage) | PM52001706    | Inscrit      | 1975  |      |
| Prozessionsfahne Mariä Himmelfahrt          | Seide, bestickt, 19. Jahrhundert                                                                         | in der Kirche Notre-Dame-en-son-Assomption (Lage) | PM52001707    | Inscrit      | 1975  |      |
| Skulptur Madonna                            | Holz, farbig gefasst, 18. jahrh                                                                          | in der Kirche Notre-Dame-en-son-Assomption (Lage) | PM52000242    | Classé       | 1971  |      |
| Gemälde Mariä Himmelfahrt                   | Ölfarbe auf Leinwand, 18. Jahrhundert                                                                    | in der Kirche Notre-Dame-en-son-Assomption (Lage) | PM52001705    | Inscrit      | 1975  |      |
| Prozessionsfahne Maria Immaculata           | Stoff, bestickt, Ende des 19. Jahrhunderts                                                               | in der Kirche Notre-Dame-en-son-Assomption (Lage) | PM52001708    | Inscrit      | 1975  |      |
| Prozessionsfahne Madonna                    | Seide, bestickt, Ende des 19. Jahrhunderts                                                               | in der Kirche Notre-Dame-en-son-Assomption (Lage) | PM52001709    | Inscrit      | 1975  |      |